# كاريس (هايتي)
كاريس هي مدينة في دائرة فاليريس، الإدارة الشمال شرقية من مدن هايتي. يبلغ عدد سكانها 10,180 نسمة وذلك حسب إحصائيات سنة 2003. يبلغ ارتفاع المدينة عن سطح البحر قرابة 646 متر. تبلغ مساحتها 115.0 كم².